# Castellazzo di Bollate
Castellazzo di Bollate is een plaats (frazione) in de Italiaanse gemeente Bollate.
De plaatst grenst aan het regionale park Parco delle Groane.

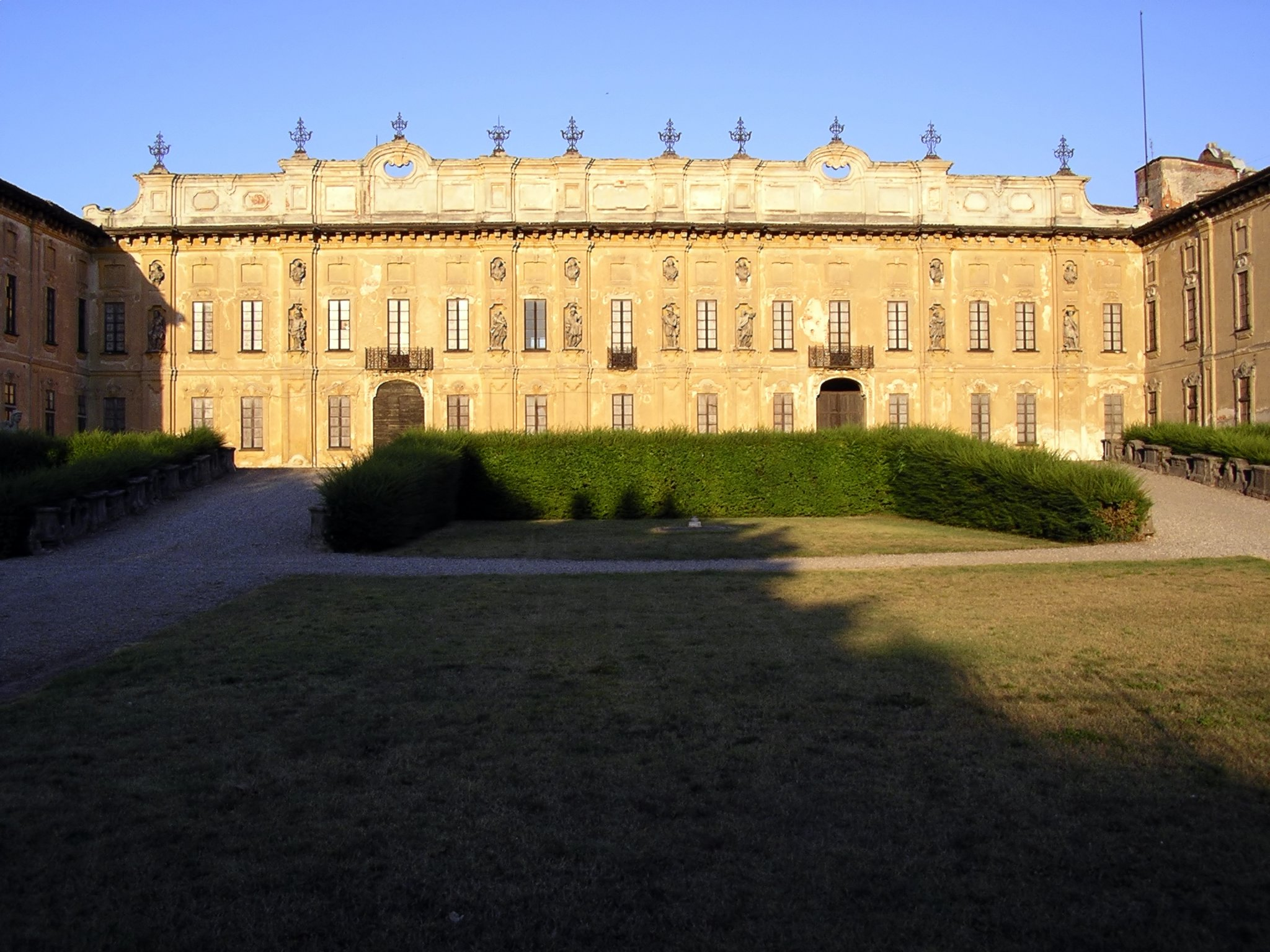
Villa Arconati